# Goush Katif
Le Goush Katif, ou Gush Katif (en hébreu : גוש קטיף, littéralement « bloc des récoltes »), était un regroupement de colonies israéliennes, établies au sud de la bande de Gaza, quand celle-ci était, à la suite de la guerre des Six Jours (1967) était sous occupation israélienne. Il s'étendait sur une douzaine de kilomètres, du nord de Rafah au nord-est de Khan Younès.
Le Goush Katif a été évacué entre août 2005 et septembre 2005 conformément au plan de désengagement israélien de la bande de Gaza.

## Géographie
Le Goush Katif était situé au sud-ouest de la bande de Gaza, longeant la côte de la Méditerranée orientale. La route principale menant du Goush Katif jusqu'à l'extérieur de la bande de Gaza passait par le poste-frontière de Kissoufim. Une autre route connectait le Goush Katif avec les colonies de Kfar Darom et Netzarim.

## Démographie
Le Goush Katif regroupait près de 9 000 habitants, dans la bande de Gaza. La plupart d'entre eux étaient des Juifs orthodoxes.

## Yishouvimdu Goush Katif
- Bedolah בדולח
- Bene Atzmon בני עצמון
- Gadid גדיד
- Gan Or גן אור
- Ganei Tal גני טל
- Kfar Yam כפר ים
- Kerem Atzmona כרם עצמונה
- Morag מורג
- Neveh Dekalim נוה דקלים
- Netzer Hazani נצר חזני
- Pe'at Sade פאת שדה
- Katif קטיף
- Rafiah Yam רפיח ים
- Shirat ha-Yam שירת הים
- Selav שליו
- Tel Katifa תל קטיפא

Les villages du Goush Katif étaient concentrés au sud-ouest de la bande de Gaza et protégés par l'armée israélienne.

## Histoire
Le Goush Katif est situé dans la bande de Gaza, territoire palestinien conquis en 1967 par Israël à la suite de la guerre des Six Jours, et occupé pendant 38 ans.

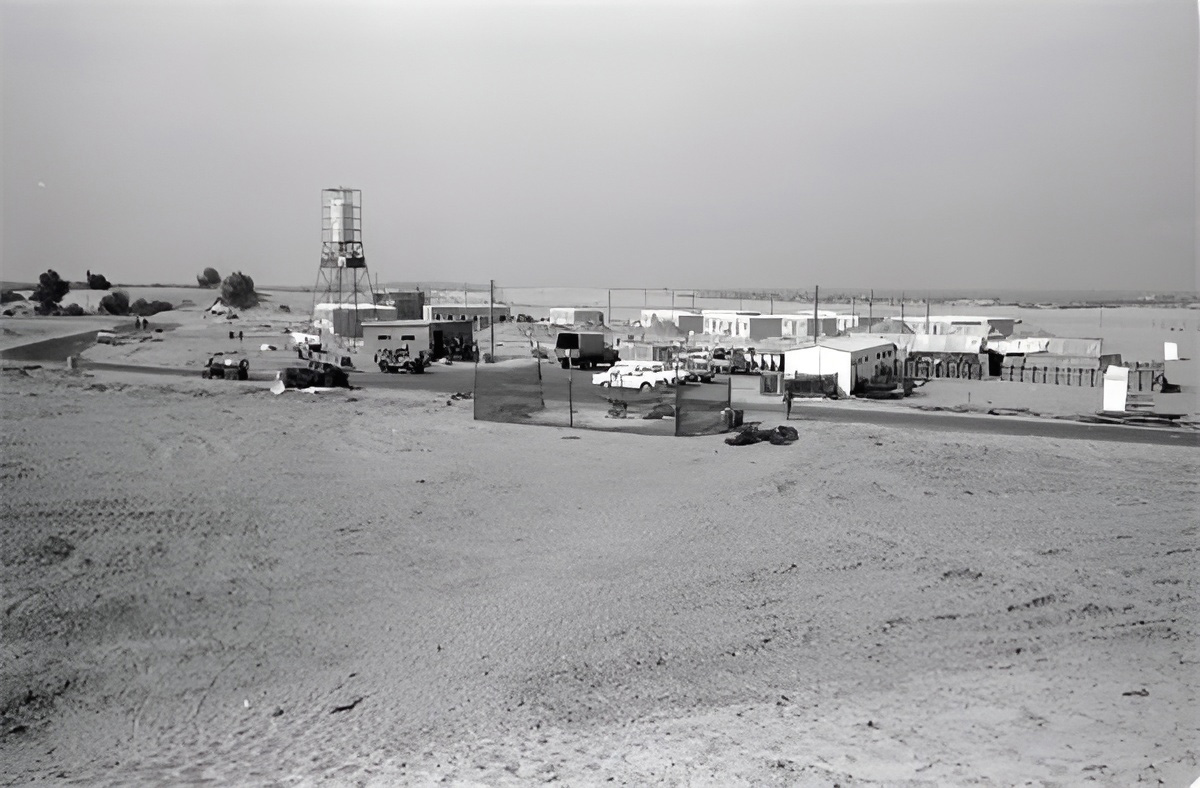
Construction en 1972 de la colonie de Netzarim par le Nahal.

Il est créé en 1968, lorsque le ministre israélien Yigal Allon propose de fonder, au centre de la bande de Gaza, deux colonies militaro-agricoles du Nahal. Il considère la rupture de la continuité entre les villes arabes du nord et du sud de l'enclave comme vitale pour la sécurité d'Israël dans la région[réf. nécessaire]. 
En 1970, la colonie de Kfar Darom est établie, première d'une longue série de villages agricoles israéliens dans la région. L'idée d'Allon était de concevoir cinq zones clés (ou « doigts », parfois appelés « empreintes des cinq doigts ») destinées à accueillir des colonies israéliennes le long de la bande de Gaza. Après le traité de paix israélo-égyptien et le démantèlement du cinquième « doigt » (bloc de Yamit) au sud de Rafah, les quatrième (Morag) et troisième (Kfar Darom) bandes ont été réunies en un seul bloc qui allait devenir le Goush Katif[réf. nécessaire]. 
Le deuxième bras, Netzarim, était rattaché au Goush Katif jusqu'après les accords d'Oslo, tandis que le bloc des dunes au nord de Gaza, à cheval sur la Ligne verte, était davantage rattaché aux communautés de la région d'Ashkelon[réf. nécessaire].

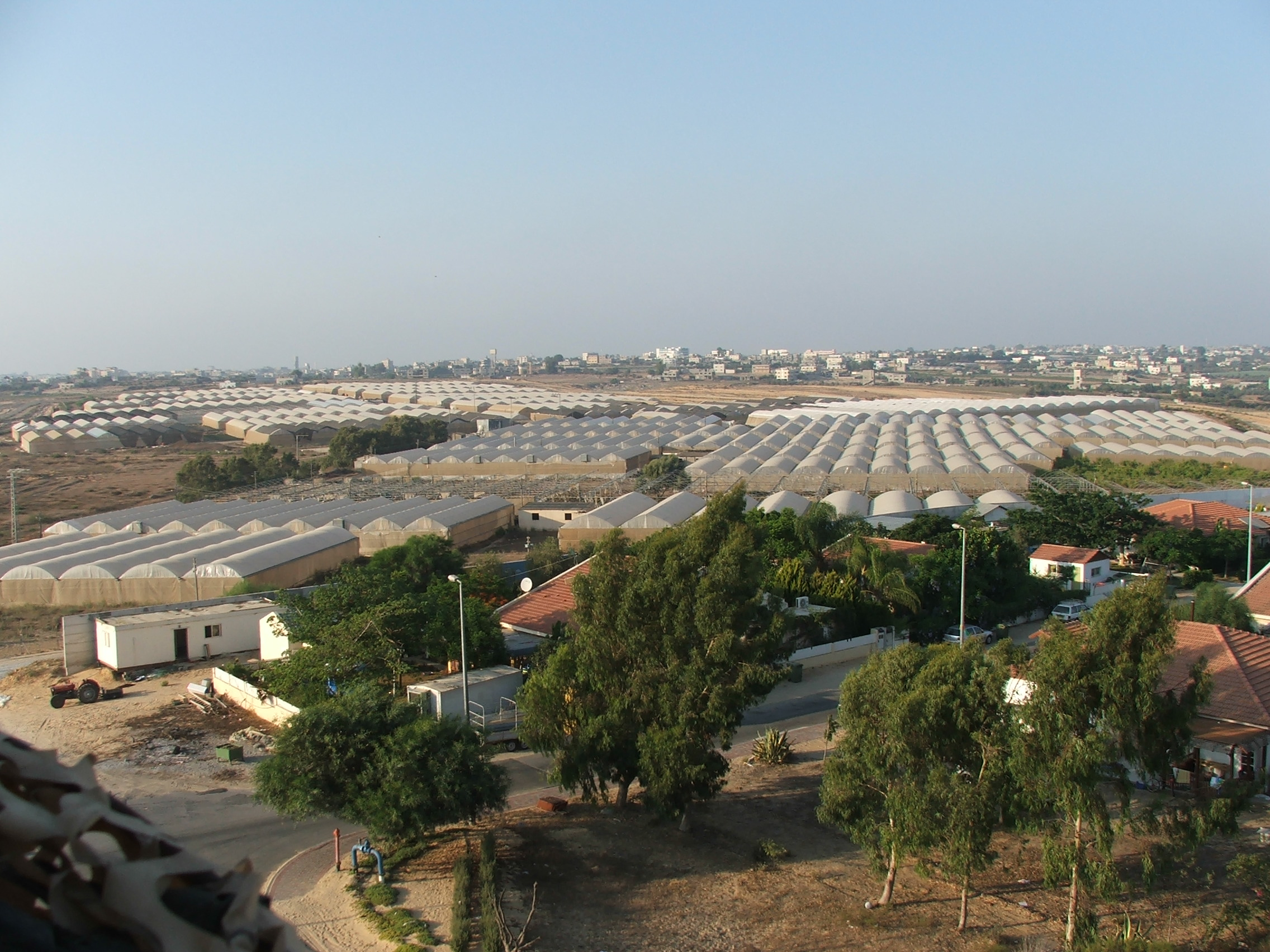
Serres dans la colonie de Morag, juillet 2005.

Tout au long des années 1980, de nouvelles communautés ont été créées, notamment avec l'afflux d'anciens habitants du Sinaï, région d'Égypte auparavant sous occupation israélienne. La plupart des communautés du bloc étaient des coopératives agricoles appelées moshavs, où les habitants de chaque ville travaillaient dans des serres regroupées à la périphérie des zones résidentielles[réf. nécessaire].

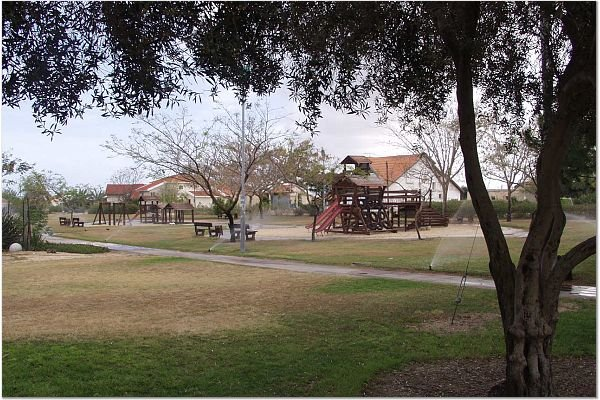
Arrosage des pelouses dans la colonie de Netzer Hazani.

En 2001, les colonies regroupent 7 000 Israéliens, mais occupent 20 % de la bande de Gaza, et contrôlent 50 % à 60 % de ses ressources en eau. Un million de Palestiniens se partagent le reste.
Dans l'opinion publique israélienne, la présence au Goush Katif était contestée, car les moyens humains et financiers mis en œuvre pour assurer la sécurité des habitants sont démesurés au vu de la différence démographique mais aussi du nombre de morts durant la deuxième intifada[réf. nécessaire]. À cette époque, environ 2 500 soldats israéliens sont stationnés autour bloc, soit un militaire pour trois civils.
En 2004, le Premier ministre israélien Ariel Sharon présente un plan pour évacuer le Goush Katif, en dépit de l'opposition des membres de son propre parti le Likoud.
Le 13 juillet 2005, la région du Goush Katif est fermée aux non-résidents.

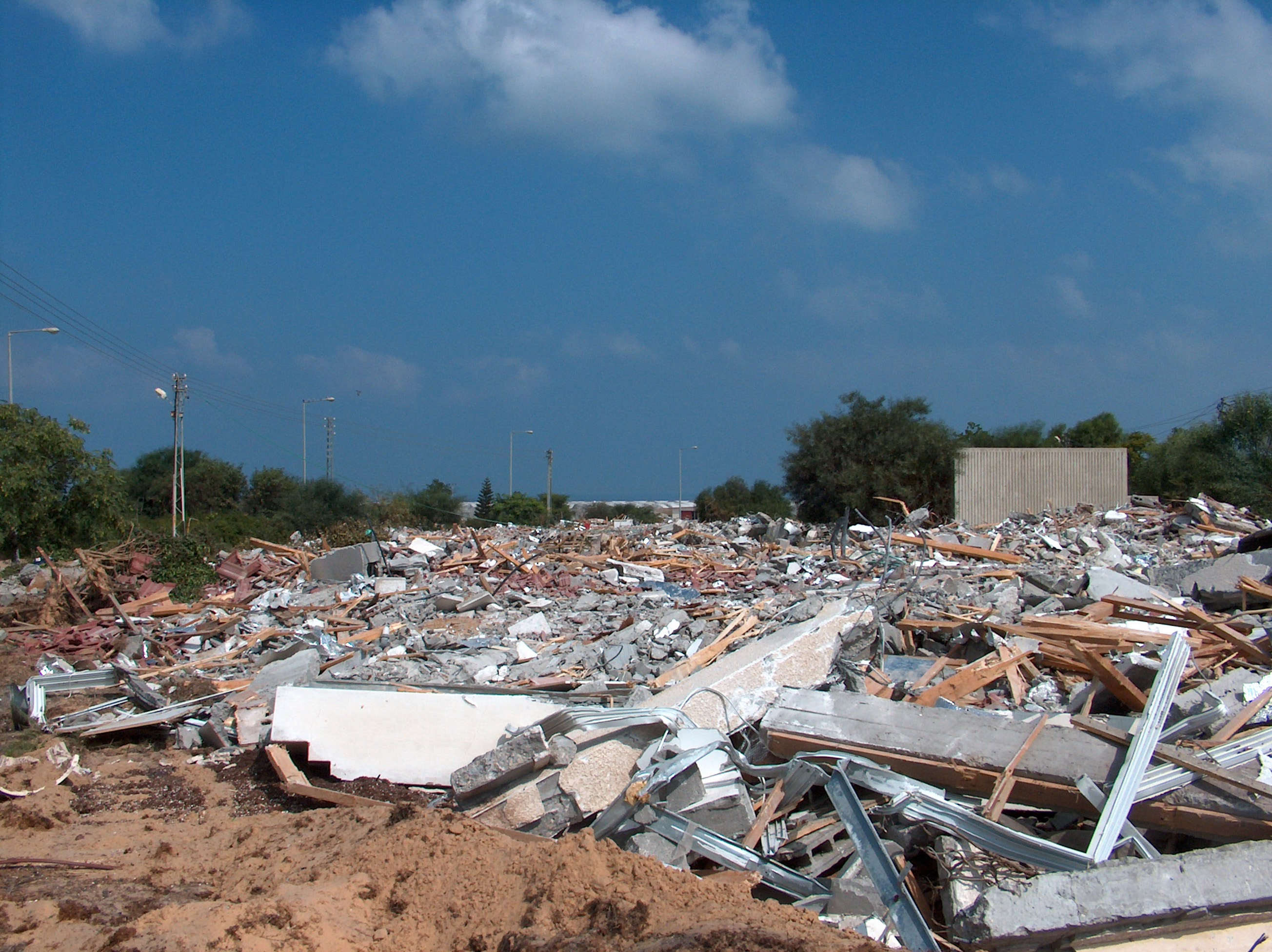
Gravats après la destruction des habitations de la colonie de Katif par l'armée israélienne.

Le 15 août 2005, l'expulsion des colons du Goush Katif commence. La majorité des colons ont accepté de partir en échange d’une compensation financière et d'un relogement. Leur départ s'accompagne aussi du retrait des troupes militaires israéliennes de la bande de Gaza, ainsi que de la destruction des habitations avant le transfert aux Palestiniens,.
Fin 2023, à la faveur de guerre à Gaza commencée quelques mois plus tôt, certains anciens colons de la droite religieuse expriment leur souhait de reconstruire les colonies dans la bande de Gaza. L'année suivante, ils sont appuyés par les ministres d'extrême-droite Itamar Ben-Gvir et Bezalel Smotrich,.

## Conséquences de la colonisation pour les Palestiniens

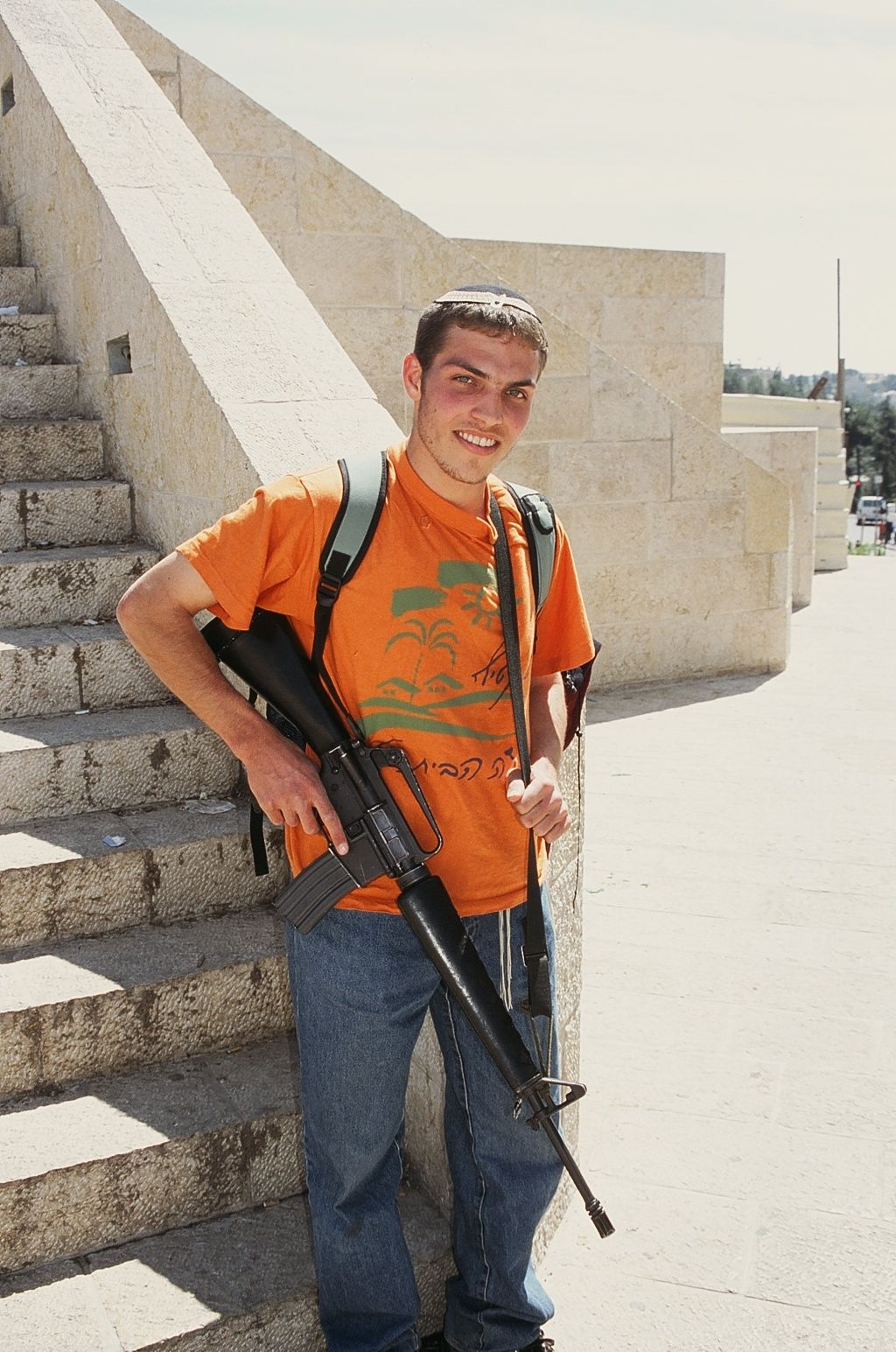
Un colon israélien armé, en mars 2005.

L'implantation des colonies israéliennes a entrainé une sévère restriction de la liberté de mouvement des Palestiniens. Le village d'Al-Mawasi est devenu une enclave ceinturée par les colonies de Goush Katif et de nombreuses troupes israéliennes. Les routes étaient souvent bloquées par l'armée israélienne, ce qui empêche les habitants de circuler pour vendre leur production agricole et paralyse l'économie locale. Des attaques de colons contre le village ont été signalées.
L'ONG israélienne de défense des droits humains B'Tselem a pointé les atteintes au droit à l'éducation et à la santé. Les restrictions imposées par Israël aux habitants palestiniens ont gravement entravé le système éducatif de la région, notamment en empêchant les enseignants de se rendre dans les écoles pendant plusieurs jours. L'armée israélienne a également restreint l'entrée d'équipements électroniques et d'ordinateurs dans les écoles, et n'autorisait l'entrée d'autres fournitures scolaires qu'en quantités limitées. Dans le domaine de la santé, ces restrictions ont entraîné une pénurie de médicaments dans la région. Des femmes ont accouché en attendant au poste de contrôle et des patients ont été retardés pour une intervention chirurgicale après avoir été retenus aux points de passage israéliens.

## Attaques contre le Goush Katif
Bien que les colonies du Goush Katif et les routes y menant fussent protégés par l'armée israélienne, les habitants restaient vulnérables aux attaques. Avant le début de la deuxième Intifada et surtout après,, les villages du Goush Katif ont été victimes de centaines d'attaques. Plus de 5 800 obus de mortier et de roquettes Qassam ont été lancés contre le Goush Katif, sans faire de victimes. Les attaques de voitures israéliennes étaient également très fréquentes,, ainsi que les attaques d'hommes avec une ceinture d'explosifs,.

## Économie
Cette zone désertique est devenue très verte à la suite du travail des agriculteurs et de l'irrigation[réf. nécessaire]. 
Le montant total des exportations du Goush Katif atteignait 200 millions de dollars par an et représentait 15 % des exportations agricoles d'Israël[réf. nécessaire].
Les exportations représentent : 95 % des salades, 70 % légumes, 60 % tomates, 60 % géraniums, produits et exportés[style à revoir].